# Hechtia texensis
Hechtia texensis là một loài thực vật có hoa trong họ Bromeliaceae. Loài này được S.Watson mô tả khoa học đầu tiên năm 1885.

## Hình ảnh

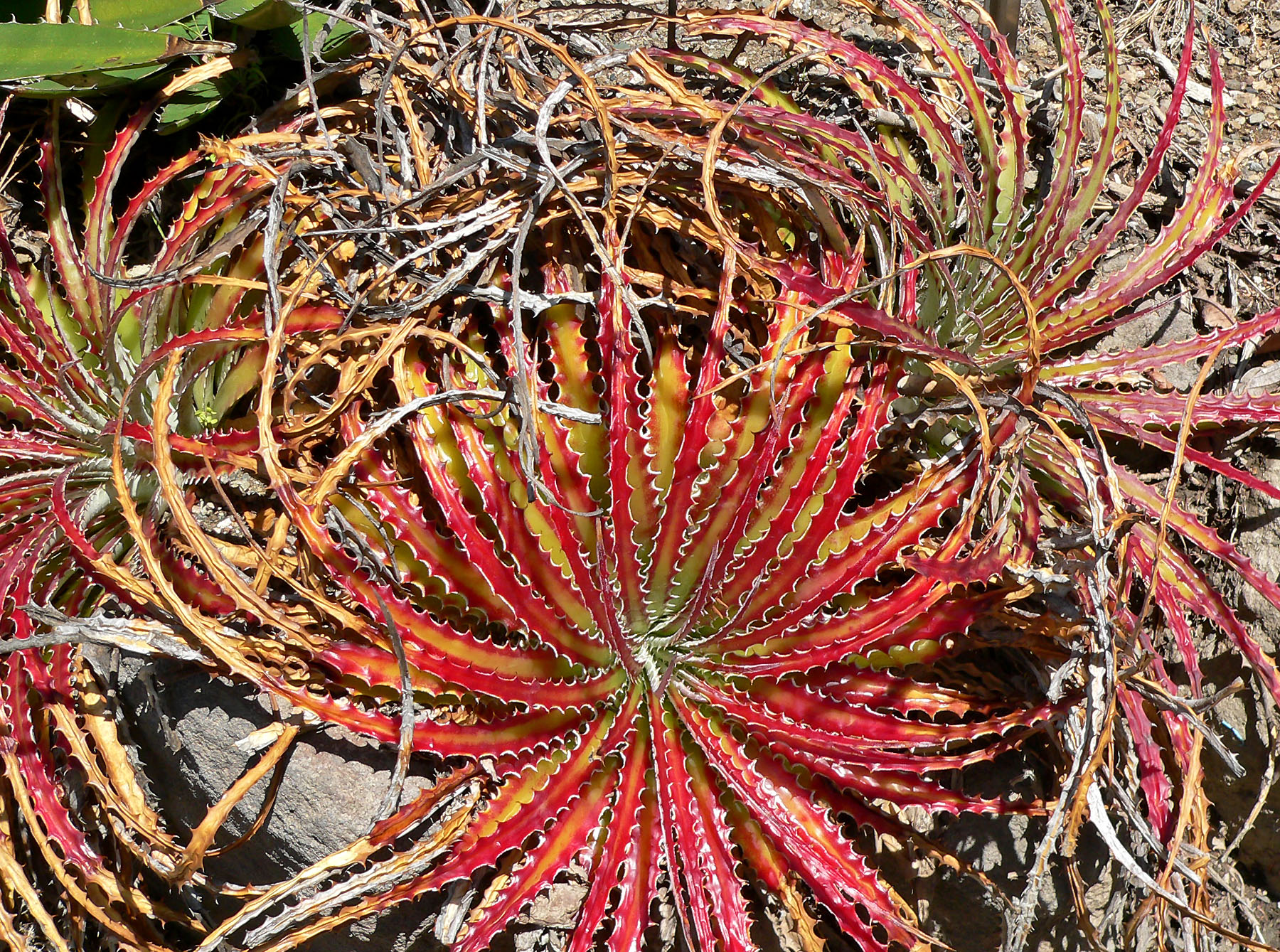
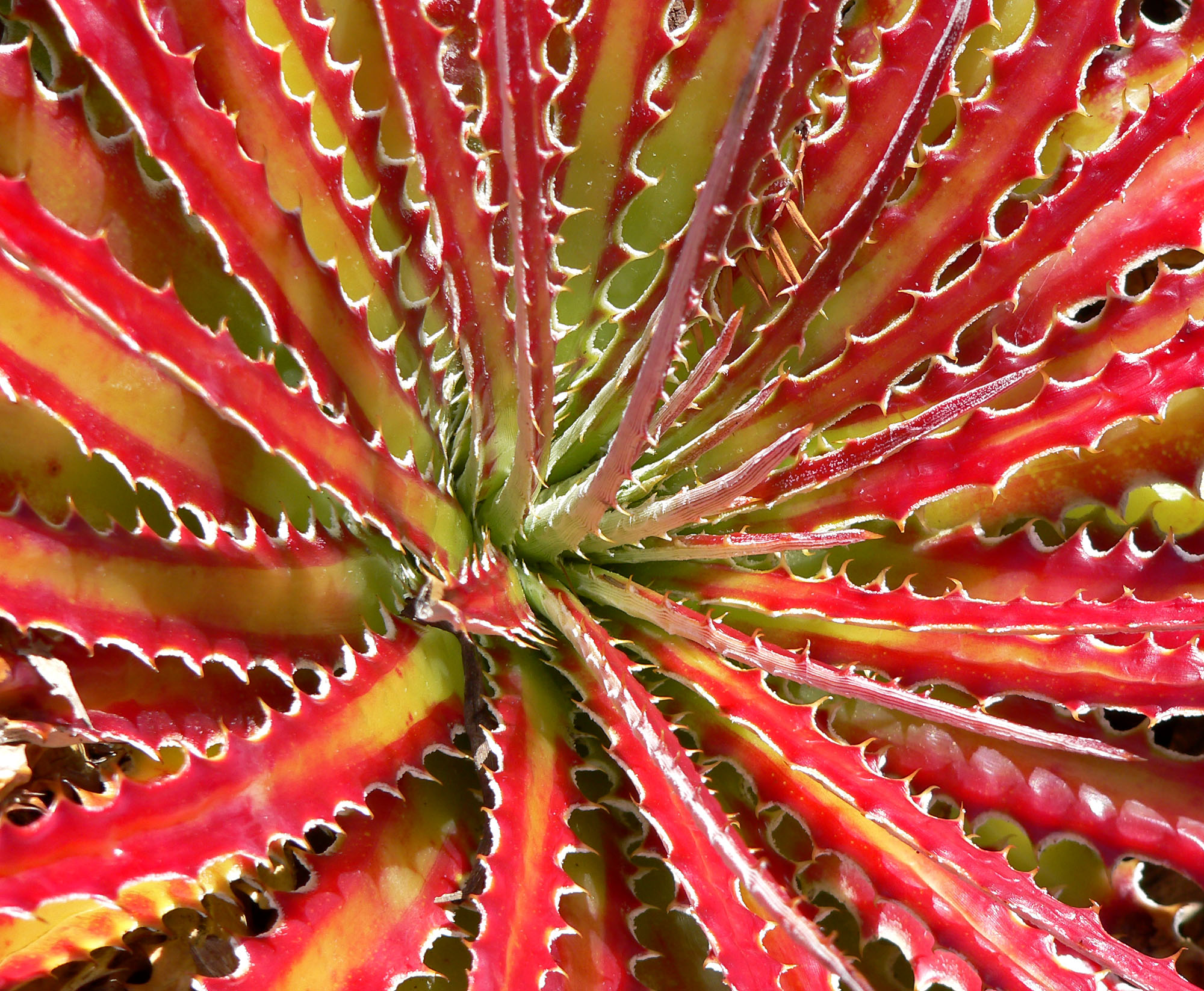